# Дружина у відпустці... коханка в місті
«Дружина у відпустці… коханка в місті» (італ. «La moglie in vacanza… l'amante in città») — італійська еротична комедія 1980 року, знята режисером Серджо Мартіно, з Едвіж Фенек, Барбарою Буше і Ренцо Монтаньяні у головних ролях.

## Сюжет
Підприємець Андреа Даміані розривається між дружиною Валерією та коханкою Джулією. Відіславши дружину у відпустку і пообіцявши приїхати через кілька днів, Андреа залишається в місті разом із коханкою, навіть не підозрюючи, що Валерія нікуди не поїхала, а поїхала на побачення з «графом Джованні», який насправді — підлеглий її чоловіка. Через кілька днів Андреа з дружиною зустрічаються на курорті, але слідом за ними приїжджають і їхні коханці, Джулія та Джованні.

## У ролях
- Едвіж Фенек — Джулія
- Барбара Буше — Валерія Даміані
- Ренцо Монтаньяні — Андреа Даміані
- Ліно Банфі — Пеппіно, дворецький
- Тулліо Соленгі — Джованні Ла Карета
- Маріза Мерліні — мати Валерії
- Ренцо Одзано — Васа Мілова, скрипаль
- Піппо Сантонастасо — Еміліо Казадеї, таксист
- Жак Стані — Тоні
- Алессандра Вадзолер — дружина Тоні
- Вальтер Маргара — працівник готелю
- Марія Тереза Рута — медсестра
- Адольфо Беллетті — Бартоло, ресторатор
- Марчелла Петреллі — Кішка, стриптизерка
- Стефано Лісіцкі — лікар швидкої
- Діно Кассіо — портьє готелю
- Калоджеро Адзаретто — клієнт

## Знімальна група
- Режисер — Серджо Мартіно
- Сценаристи — Мікеле Массімо Тарантіні, Франческо Міліціа, Серджо Мартіно, Джорджо Маріудзо, Жан Луї, Оттавіо Джемма
- Оператор — Джанкарло Феррандо
- Композитор — Детто Маріано
- Художник — Адріана Беллоне
- Продюсери — Серджо Бореллі, Лучано Мартіно